# エニウェトクの戦い
エニウェトクの戦い（エニウェトクのたたかい）は、第二次世界大戦（大東亜戦争）中の1944年2月18日から2月23日にかけて戦われた、日本軍とアメリカ軍のマーシャル諸島エニウェトク環礁を巡る戦い。アメリカ軍の作戦名はキャッチポール作戦 (Operation Catchpole)。一連のギルバート・マーシャル諸島の戦いにおいて事実上最後となる主要な戦闘であり、この戦いと支援作戦であるトラック島空襲以後、マリアナ諸島より東の地域から日本の航空兵力と重要拠点としての価値が一掃される事となった。
ここではエニウェトクの戦いの後にウォッジェ、ジャルート、ミリ、マロエラップの各環礁を除くマーシャル諸島各地で行われた掃討戦についても簡単に記述する。

## 背景
1943年末頃になると、ソロモン諸島方面はほぼ日本軍の支配権は失われた。アメリカ軍は、日本本土攻撃の基地となるマリアナ諸島攻略を目指し、次なる攻略の主目標として中部太平洋・マーシャル諸島方面を指向した。そのため、手始めに1943年11月にはギルバート諸島のマキン環礁・タラワ島を攻略した（ガルヴァニック作戦）。年変わって1944年1月30日には、マーシャル諸島の1月31日から2月4日にかけてクェゼリン環礁攻略が行われ、日本軍の防衛の最前線であったマーシャル諸島は無力化された。また、アメリカ軍はクェゼリンの戦いの最中にマジュロ（メジュロ環礁）を無血占領し、有力な根拠地とした。
エニウェトク環礁は、マーシャル諸島とマリアナ諸島の間にあり、拠点として適していた。アメリカ軍はエニウェトク環礁を日本本土からマーシャル諸島へ新手の航空兵力を送り込む中継点と見なしており、また、トラック諸島制圧とマリアナ諸島攻略のための飛行場および泊地の確保のため、侵攻することを計画した。しかし、アメリカ軍の見立てとは違って、日本軍による島の防衛体制は、1943年の時点までは手薄だった。これは、アメリカ軍の攻撃は最初はマーシャル諸島南西部であると日本軍が思っていたためであり、事実アメリカ軍はそこを攻撃していた。また、何らかの軍事施設を建設し始めたのは1942年11月の事であり、1943年3月には滑走路が完成した。地上兵力は、第六十一警備隊分遣隊による監視哨が1943年1月に設けられたのが最初で、その他航空要員が50名程度いた。ところが、マキンとタラワの陥落の後、エニウェトクにおいても兵力増強の必要性が感じられ、1944年1月4日には満州から陸軍の海上機動第一旅団主力（兵力約2,700名）が移駐した。守備隊は環礁内のエンチャビ島、メリレン島、エニウェトク島に配備され、司令部はメリレン島に置かれた。移駐に伴い、第六十一警備隊分遣隊は海上機動第一旅団の指揮下に入る事となった。旅団長の西田祥実少将は移駐に先立って、在トラックの第四艦隊（小林仁中将）より守備要領の策定を令され、エニウェトク到着後はすぐに陣地の構築を開始。しかし、エニウェトク環礁はサンゴ礁の小島であり、そのうちエニウェトク島は砂地であったため地形的に陣地の構築は非常に困難だったが、地下に掩体を構築して坑道で連結させる態勢にはなっていた。資材は主にエンチャビ島に保管されており、メリレン、エニウェトク両島にも分配して陣地構築を促すことになっていたが、その前にアメリカ軍の上陸を迎えたのである。
アメリカ軍は前述のようにエニウェトク環礁をトラック諸島制圧とマリアナ諸島攻略の拠点として侵攻を計画していたものの、当初の計画では5月11日に上陸作戦が行われることになっていた。しかし、クェゼリンの戦いの戦況やマジュロの無血占領を受けて、早くも上陸第二日の時点で「クェゼリンの戦いに予備隊は必要ない」というムードが流れるようになった。そのムードは現地で作戦を指揮していたレイモンド・スプルーアンス中将、リッチモンド・K・ターナー少将およびホーランド・M・スミス海兵少将をはじめ、太平洋艦隊司令長官チェスター・ニミッツ大将や、しまいには合衆国艦隊司令長官兼海軍作戦部長アーネスト・J・キング大将までも包むこととなり、緊急に作戦計画の変更が行われ、アメリカ統合参謀本部は2月3日付でエニウェトク攻略とトラック攻撃を許可する事となった。

## 両軍の兵力

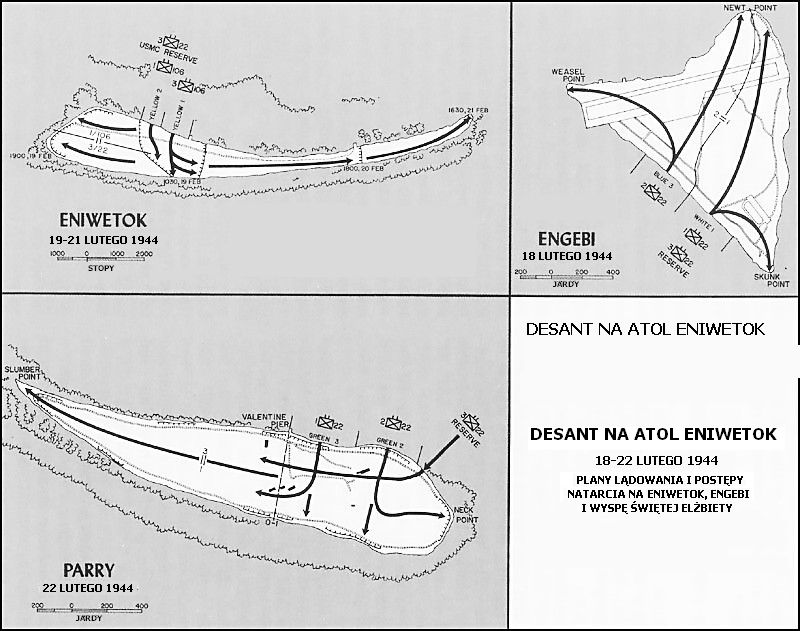
アメリカ軍の戦闘経過。日本側呼称エンチャビ島はEngebi島、メリレン島はParry島と表記されている。

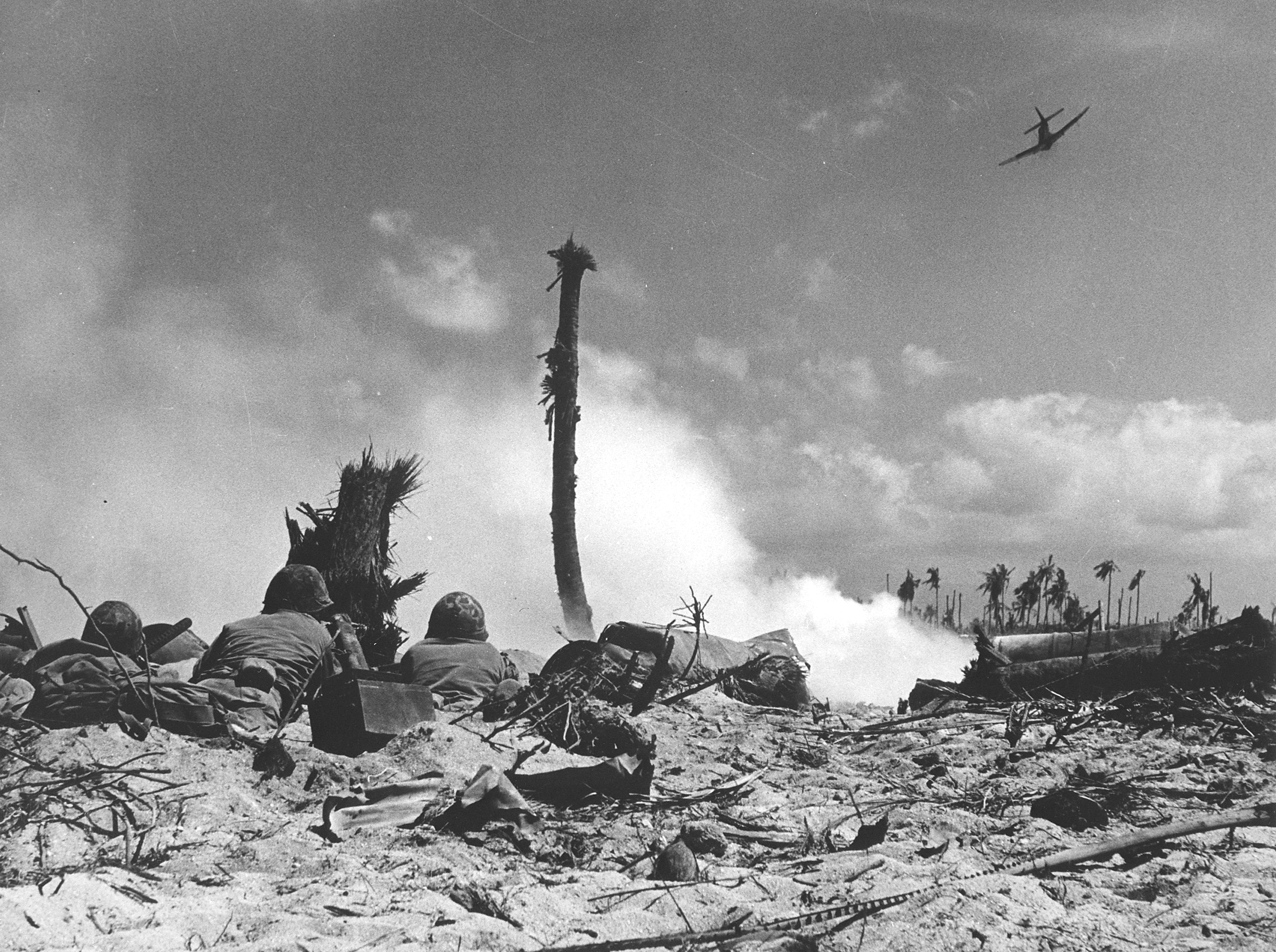
航空支援を受けながら戦闘するアメリカ軍。激しい事前砲爆撃でヤシの林が丸坊主になっている。

### 日本軍
陸海軍の軍人ほか軍属などをあわせて総兵力3,560名である。
- 陸軍
  - 海上機動第一旅団主力（指揮・西田祥実 少将） - 2,763名（メリレン：1,244名（うち司令部員939名）、エンチャビ：716名、エニウェトク：803名）
- 海軍 - 199名
  - 第六十一警備隊分遣隊　49名（エンチャビ：44名、エニウェトク：5名）
  - 第九五二航空隊　150名（メリレン：80名、エンチャビ：70名）
- 非戦闘員 - 598名
  - 軍属　47名（メリレン）
  - 測量隊　50名（メリレン）
  - 建設要員　301名（メリレン：20名、エンチャビ：281名）
  - 荷役要員　200名（山九より派遣され、クェゼリンに向かう途中[6]。メリレン：35名、エンチャビ：165名）

### アメリカ軍
上陸部隊の総兵力10,376名で、独立海兵第1旅団長トーマス・E・ワトソン准将が指揮を執った。海兵隊指揮官が陸軍部隊を指揮する珍しい体制だった。全体の指揮は第三上陸作戦部隊指揮官のハリー・W・ヒル少将が行った。
- 海兵隊 - 5,820名
  - 第4海兵師団第22海兵連隊
- 陸軍 - 4,556名
  - 第27歩兵師団第106歩兵連隊の二個大隊

## 戦闘

### 事前攻撃
1月31日午前4時に、アメリカ軍の艦載機による空襲が開始された。この時、エンチャビには前日にテニアン島から飛来した陸上攻撃機10数機がいたが、有効な防御と反撃が行えないまま4機を除いてすべて破壊され、その4機も空中避退したまま行方不明となった。この攻撃により日本軍は陣地と兵力に大きな被害を受けた。この空襲は2月5日まで続いた。
戦況の予想外の進捗によりエニウェトク攻略の期日を繰り上げたアメリカ軍であったが、エニウェトク環礁についての情報は十分にはつかんでいなかった。しかし、運よくギー島攻略の際に重要な海図75枚を発見して鹵獲しており、その中にエニウェトク環礁のものも含まれていた。これにより、水路に関する情報を知る事ができた。また、エニウェトク環礁がトラック諸島やマリアナ諸島、ポナペから比較的攻撃しやすい位置にあったため、トラックとマリアナへは第58任務部隊（マーク・ミッチャー少将）を送り込み、ポナペへはタラワから「B-24」を送り込んで爆撃する事となった。第58任務部隊のうち、サミュエル・P・ギンダー少将の第58.4任務群（空母「サラトガ」、軽空母「プリンストン」、「ラングレー」基幹）はエニウェトク作戦に宛がう事となった。「B-24」は2月16日から2月27日まで5回にわたってポナペを爆撃し、第58任務部隊は2月17日と18日にトラック島空襲を行うと、2月24日にはサイパン島、テニアン島およびグアムを空襲して所在の航空兵力を壊滅させた（マリアナ諸島空襲）。このようにして、二方面からの日本軍の反撃の芽を摘み取った。
2月18日未明から、水上部隊による艦砲射撃が開始された。エンチャビ島には6,765発（1,180トン）、エニウェトク島には小型艦中心に5,432発（205トン）、メリレン島には11,740発（945トン）の砲弾が撃ち込まれた。ギンダー少将の第58.4任務群もこれに呼応して2月18日から全般作戦支援に任じる事となった。この艦砲射撃と空襲の援護の下、アメリカ軍の偵察隊は掃海艇群による掃海ののちに環礁内に入り、環礁内の無人島である、ルジョール、アネツ、エイリ、ボゴンの四島に上陸し、夕方までに榴弾砲12門と山砲12門を揚陸した。水上部隊は夜に入っても艦砲射撃を継続したが、海上機動第一旅団第三大隊基幹のエンチャビ島守備隊（矢野年雄陸軍大佐 海上機動第一旅団第三大隊長）1,276名はこれを見て、砲爆撃の合間に外洋側に配備していた山砲などをひそかに環礁側に移動させて迎撃態勢を整えた。

### 上陸作戦
2月19日8時44分、艦砲射撃と空襲が終わった後、トーマス・E・ワトソン准将指揮の第22海兵連隊約3,500名がエンチャビ島に上陸した。事前攻撃の合間にひそかに移動した砲は、その甲斐なくほとんどが砲爆撃で徹底的に破壊され、残った砲とてき弾筒で上陸部隊を迎え撃つしかなかった。アメリカ軍は戦車を先頭に進撃し、滑走路付近で抵抗されたものの、上陸して約1時間後にはエンチャビ島守備隊の残存兵によってバンザイ突撃が行われて組織的抵抗が終わり、6時間後に島の確保を宣言した。占領後の島内の捜索において、メリレン、エニウェトク両島の守備態勢に関する書類が押収されたが、この事はアメリカ軍に作戦計画の大幅な変更を強いるものとなった。アメリカ軍はメリレン、エニウェトク両島には日本軍がいないか、いてもわずかであると判断していたが、書類の解読の結果、メリレン、エニウェトク両島にも相当数の日本軍守備隊がいることがわかったため、メリレン、エニウェトク両島に対する事前攻撃を激しくすることとなった。
エニウェトク島守備隊（橋田正弘陸軍中佐 海上機動第一旅団第一大隊長）808名は、激しくなった事前攻撃により備蓄食糧や弾薬が消失し、特に弾薬が引き起こした誘爆は島内交通を封じ込める事となった。そんな最中の2月20日9時18分、エニウェトク島に第27歩兵師団第106歩兵連隊が上陸を開始する。しかし、同部隊はこれまで十分な戦闘訓練を受けておらず、上陸後も緩慢な行動を行い、上陸から3時間後にはエニウェトク島守備隊からの反撃によって、ついに前進を阻まれた。このため、第22海兵連隊から一個大隊が後詰として緊急に派遣され、これによってアメリカ軍は再び勢いを盛り返す事ができた。それでも2月21日から22日にかけて、なおも抵抗を受け続けることとなった。2月21日の早朝と午後に行われたバンザイ突撃がエニウェトク島における最後の組織的抵抗となったが、2月22日午後にヒル少将が占領を宣言するまで戦闘は散発的に行われた。エニウェトク島の戦闘は事前攻撃は十分でなかった事と第106歩兵連隊の練度の低さから、占領までに3日もかかる羽目となった。
メリレン島ではエニウェトク島における誤りは繰り返されず、戦艦「テネシー」、「ペンシルベニア」等による猛烈な艦砲射撃、空からの援護爆撃、およびメリレン島の北に位置するジャプタン島からの砲撃が2月21日から3日間にわたって行われた後、2月23日朝に第22海兵連隊が上陸した。十分な上陸準備が行われ、上陸後も同島地下に構築した陣地を爆薬と火炎放射器で徹底的に攻め立てたため、メリレン島は夕刻までには制圧された。ただし、アメリカ軍の砲艇3隻が自軍駆逐艦に誤射され、多数の死傷者を出した。また、占領宣言後も破壊しきれなかった地下陣地からの散発な反撃を封じ込めるのに時間を要した。

## 戦いの後

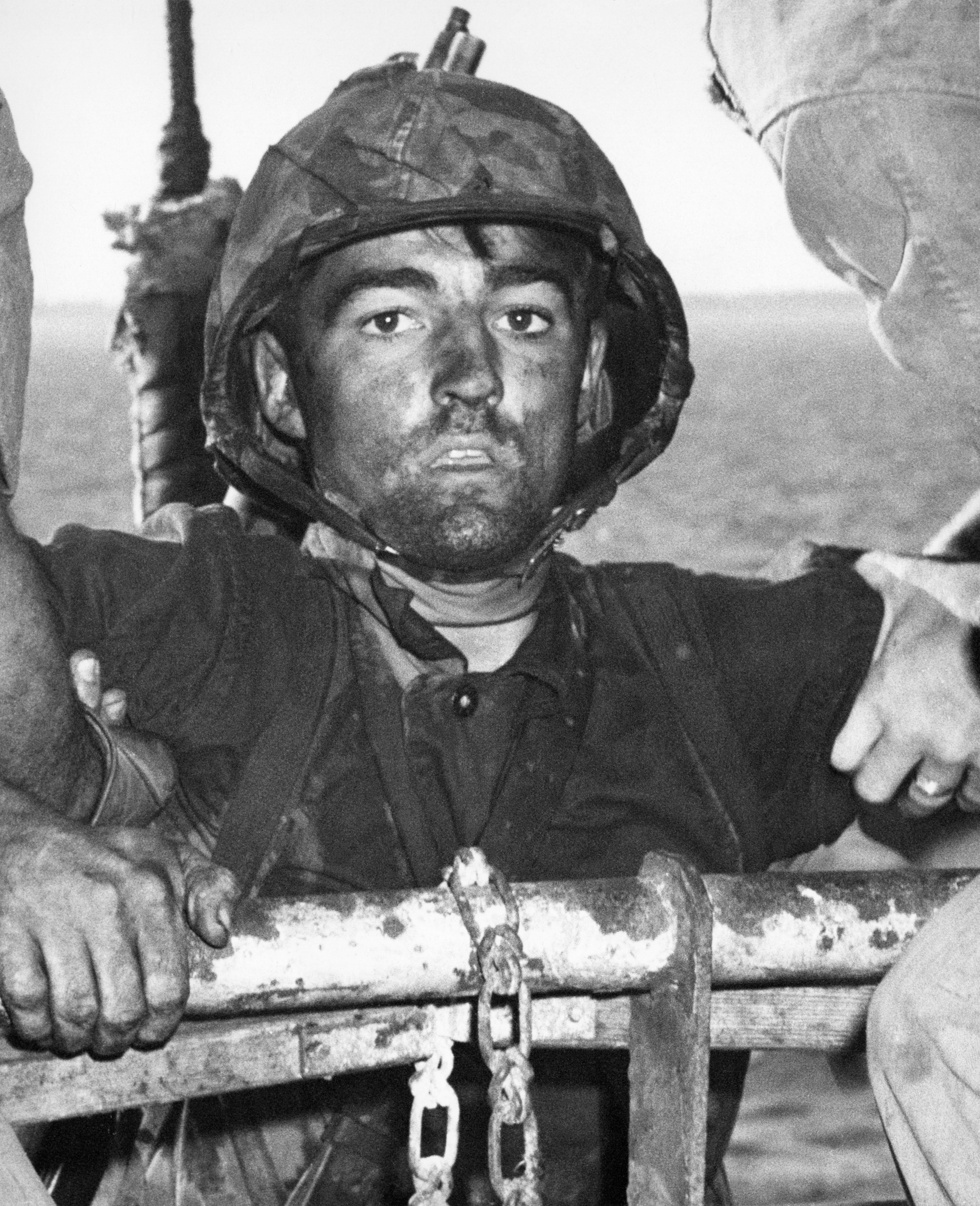
戦闘ストレス反応を起こし「1000ヤードの凝視」を見せる19歳の海兵隊員セオドア・ジェームズ・ミラー二等兵。彼は撮影から一か月後の3月24日にエボン環礁で戦死した

### 総括
日本軍は少数の捕虜以外は全滅。アメリカ軍の損害は戦死および行方不明195名、負傷521名というものであった。兵力の比率はおおよそ3未満対1と圧倒的な兵力差ではなく、エニウェトク島での陸軍部隊の緩慢な戦いという問題点もあったが、海兵隊がそれをよく補ったため戦いを優勢に進めることが出来た。クェゼリンの戦いの予想外の進展によるエニウェトク攻略の繰上げは、結果的にアメリカ軍に全面吉と出て、日本軍が十分な防備体制を構築する前にこれを叩き潰す事に成功した。ヒル少将は以下のような報告を、スプルーアンス中将に行っている。
アメリカ軍はギルバートでの苦しい出血から多くのことを学び、その教訓を一連のマーシャルの戦いで遺憾なく発揮した。その効果は実にてきめんで、タラワ戦で幾分か損なわれたアメリカ軍将兵はおろか、アメリカ国民の士気をも一気に回復するほどのものであり、また、空母任務部隊の威力やスプルーアンス中将の作戦計画の遂行能力の高さなども確認されることとなった。マーシャルの戦いの後、太平洋の主戦場は中部太平洋方面からはしばし離れ、ニューギニアからフィリピンへの進撃を渇望していたダグラス・マッカーサー大将の兵力が主力となるニューギニアの戦いに移る事となる（アドミラルティ諸島の戦いなど）。

### 残された環礁
エニウェトクの戦いの後、アメリカ軍はマーシャル諸島各地で掃討戦を行った。一連の掃討戦で大きな戦いはなく、4月下旬までには終わった。経緯は以下のとおりである。
- アルノ環礁：2月12日。無血占領
- オトー環礁：3月9日から13日。不時着した日本機の搭乗員12名自決
- ウジャエ環礁：3月9日から13日。気象観測員6名捕虜
- ラエー環礁：3月9日から13日。無血占領
- アイリングラップ環礁：3月22日から27日。ジャルートへ移動中の陸軍第122連隊第二大隊46名中37名戦死、9名捕虜
- ナムー環礁：3月22日から27日。警察官と教員各1名、その妻子4名捕虜
- ナモリック環礁：3月22日から27日
- エボン環礁：3月22日から27日。日本兵5名と民間人20名、上記のセオドア・J・ミラー二等兵など海兵隊員2名戦死
- キリ島：3月22日から27日
- ビキニ環礁：3月29日
- ビカール環礁：4月1日から5日
- ウチリック環礁：4月1日から5日
- タカ環礁：4月1日から5日
- アイルック環礁：4月1日から5日
- メジット島：4月1日から5日
- ジェモ島：4月1日から5日
- リキエップ環礁：4月1日から5日
- ウジェラング環礁：4月22日。日本兵18名捕虜

一連の戦いの後、放置されたウォッジェ、ジャルート、ミリ、マロエラップの四環礁は、増強される航空兵力のための格好の「訓練地」として爆撃を受け続ける事となった。